# Inmigración inglesa en Argentina

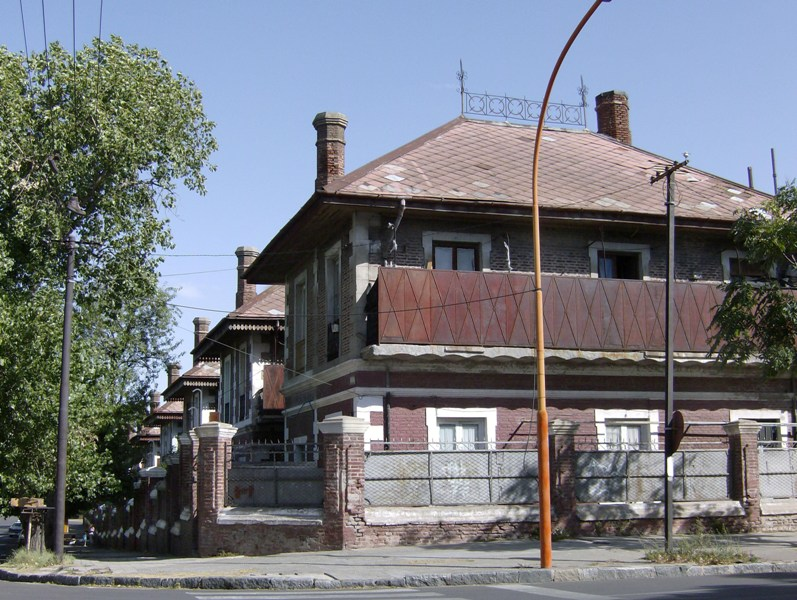
New Liverpool, barrio inglés de Bahía Blanca, provincia de Buenos Aires.

Porcentaje de inmigrantes británicos empadronados en el Tercer Censo de la República Argentina, llevado a cabo en 1914. Dentro de este grupo se hallan ingleses, escoceses y galeses.

Los anglo-argentinos son ciudadanos de la Argentina que poseen antepasados originarios de Inglaterra. La inmigración inglesa en la Argentina tuvo lugar después de que ésta se independizara de España, a través del siglo XIX. A diferencia de otras olas de inmigración al naciente país, los inmigrantes ingleses no salieron de Inglaterra debido a la pobreza o a la persecución, sino que fueron a la Argentina como industriales y terratenientes.
En la época victoriana, el Imperio británico tenía una significativa influencia económica en Argentina. La posición de las empresas angloargentinas se vio erosionada por las nacionalizaciones que el presidente Juan Domingo Perón realizara en los años cuarenta y, más recientemente, por la guerra de las Malvinas, de 1982.

## Historia
Varios colonos ingleses llegaron a Buenos Aires en 1806 (bajo dominio español) en pequeñas cantidades, principalmente como hombres de negocios, siendo la Argentina una nación emergente, aportando estabilidad a la vida comercial. A medida que avanzaba el siglo XIX llegaron más familias inglesas, y muchos compraron terrenos para desarrollar el potencial de las pampas argentinas para la siembra de cultivos a gran escala. Los ingleses fundaron bancos, desarrollaron el comercio de exportación de cultivos y productos de origen animal e importaron los lujos que buscaban las crecientes clases medias argentinas.
Así como aquellos que fueron a Argentina como industriales y grandes propietarios de tierras, otros ingresaron como ingenieros ferroviarios, ingenieros civiles y para trabajar en la banca y el comercio.